# Guatapé
Guatapé – miasto w Kolumbii, w departamencie Antioquia.